# Justice bédouine
 (mai 2024).
La justice bédouine comprend plusieurs procédures permettant de traiter les conflits au sein des sociétés bédouines. Elle est pratiquée en dehors des cadres étatiques. Une forme célèbre est la bisha'a (en). La justice bédouine est intimement liée à la jurisprudence islamique. Un des principes centraux de la justice bédouine est la miséricorde.